# Dirphia mielkeorum
Dirphia mielkeorum is een vlinder uit de familie nachtpauwogen (Saturniidae), onderfamilie Hemileucinae.
De wetenschappelijke naam van de soort is voor het eerst geldig gepubliceerd door Naumann, Meister & Brosch in 2005.